# Говінда II
Говінда II — імператор Раштракутської імперії, спадкоємець свого батька, Крішни I.

## Життєпис
Старший син Крішни I, Говінда II, передав функції управління своєму молодшому брату Дхруві, також відомому як Нірупама. Утім, ще будучи принцом за правління свого батька Говінда мав значні успіхи, серед яких було завоювання регіону Венгі, а також перемога над правителем Східних Чалук'їв Вішнувардханою IV.